# Mia cugina Rachele
Mia cugina Rachele (My Cousin Rachel) è un film noir del 1952 diretto da Henry Koster. L'opera è tratta dall'omonimo romanzo scritto l'anno precedente dall'autrice londinese Daphne du Maurier.

## Trama
L'orfano Philip Ashley viene cresciuto in Cornovaglia dal ricco cugino Ambrose, che in seguito sposa in Italia la misteriosa quanto affascinante Rachele. Dopo qualche mese, però, Philip inizia a ricevere alcune lettere in cui suo cugino accenna ad alcuni sospetti sulla giovane moglie, perciò parte per Firenze dove purtroppo scopre che Ambrose è morto e Rachele è già partita.
L'avvocato Rinaldi, legale della donna, gli prova che il cugino è morto per un tumore, ma l'uomo continua a nutrire dubbi, soprattutto quando, all'apertura del testamento, Philip apprende di essere stato nominato erede universale e che Rachele è stata del tutto ignorata. Tornato in Inghilterra nella sua villa, Philip riceve inaspettatamente la visita di Rachele e viene talmente soggiogato dalla sua bellezza che le chiede di rimanere offrendole una cospicua rendita annuale. Dopo qualche tempo il suo consulente le rivela che la donna sperpera il suo denaro spendendo molto più della rendita stabilita, ma Philip non si arrende: dopo una notte d'amore le promette l'intero patrimonio e le chiede di sposarla: la donna tuttavia rifiuta e Philip si ritrova in breve tempo affetto da accessi di febbre con deliri: sembra una grave malattia, ma Rachele gli si dedica amorevolmente e, dopo essere riuscita a farlo guarire, decide comunque di lasciarlo nonostante le sue insistenze. Durante una passeggiata ai bordi della tenuta, tuttavia, precipita in un burrone e Philip, combattuto fra il dubbio e il rimpianto, non riuscirà mai a scoprire chi era veramente Rachele. 

## Produzione
La Twentieth Century-Fox, dopo una lunga trattativa con l'agente della scrittrice Daphne du Maurier, nel settembre 1951 riuscì ad ottenere i diritti del romanzo, scegliendo come regista George Cukor. Un primo copione, sottoposto sia alla scrittrice che a Cukor, ottenne un giudizio sfavorevole soprattutto a causa di alcune aggiunte alla sceneggiatura allo scopo di stemperare l'impostazione drammatica della storia. Poiché la Fox non concesse le modifiche volute dal regista, questi decise di rinunciare al progetto. La stampa parlò di "divergenze artistiche", ma non fu mai chiaro se Cukor avesse deciso di dimettersi spontaneamente, o se invece fosse stato licenziato. Richard Burton, pur avendo accettato questo suo primo ruolo in una produzione statunitense solo per stima nei confronti di Cukor, decise tuttavia di rimanere e di farsi dirigere da Henry Koster, subentrato in seguito. Il suo ingaggio, di molto superiore a quelli finora ottenuti in Inghilterra, fu di ben 50 mila dollari dell'epoca.
Per la parte della protagonista femminile, si era pensato in un primo momento a Greta Garbo o a Vivien Leigh, ma la parte infine venne affidata a Olivia de Havilland, che con questo film tornò sugli schermi dopo un intervallo di ben tre anni in cui aveva lavorato esclusivamente in teatro. 
Durante le riprese era prevista una scena in cui Burton doveva arrampicarsi sui muri esterni di un edificio ma, dopo alcuni tentativi esitati in pericolose cadute, la troupe dovette convincere l'attore a desistere nonostante la sua ostinazione.

## Riconoscimenti
La pellicola si segnala anche per l'esordio a Hollywood dell'interprete gallese Richard Burton che ottenne subito una candidatura al premio Oscar come miglior attore non protagonista.